# Aleixo Caro
Aleixo Caro (em grego: Ἀλέξιος Χάρων; romaniz.: Aléxios Cháron; fl. começo do século XI) foi um oficial bizantino do sul da Itália e avô materno do imperador Aleixo I Comneno (r. 1081–1118), o fundador da dinastia comnena. Muito pouco se sabe sobre sua vida. É apenas registrado na história de Nicéforo Briênio, o Jovem, que casou-se com sua bisneta Ana Comnena. Briênio relata que "Caro" foi um apelido dado a ele por sua bravura, referindo-se ao barqueiro do mundo inferior da mitologia grega, mas o nome é atestado como um sobrenome também.
Sobre a carreira de Aleixo, Briênio apenas relata que ele "lidou com os assuntos do imperador" nas províncias bizantinas do sul da Itália (Catepanato da Itália) em algum momento na primeira metade do século XI. O ofício exato que Aleixo reteve é desconhecido; foi sugerido que pode ter sido o governador (catepano) da Itália, mas seu nome não aparece em outras fontes. O historiador da Itália bizantina Vera von Falkenhausen sugeriu que ele pode ser identificado com Aleixo Xífias, que foi catepano em 1006/1007, mas Xífias morreu em 1007, e a filha de Caro, e mão do imperador Aleixo I - Ana Dalassena não nasceu até algum momento entre 1020 e 1030.